# Thesszalonikéi Királyság
A Thesszalonikéi Királyság 1204-ben alakult meg a IV. keresztes hadjárat következtében görög földön létrejövő keresztes államok közül a legnagyobbként.

## Története
Konstantinápoly elfoglalása után a negyedik keresztes hadjárat sok résztvevője és a bizánciak nagy része is úgy gondolta, hogy a keresztesek vezére, Montferrati Bonifác lesz majd az új császár, ám a velenceiek ezt megakadályozták, mivel Bonifácot túl görögközelinek ítélték (bátyja, Konrád beházasodott a Komnénosz-családba). A velenceiek egy könnyebben irányítható császárt kerítettek maguknak Flandriai Balduin személyében.
Ez természetesen nem tetszett Bonifácnak, aki megindult, hogy elfoglalja Thesszalonikét, a második legnagyobb görög várost. Először versenyeznie kellett Balduinnal, aki szintén igényt tartott a nagyvárosra, ám a vetélkedés nyertese Bonifác lett azzal, hogy krétai birtokait átadta Velencének. Így elnyerve jóindulatukat 1204 végén meghódította magának Thesszáliát, Makedóniát, illetve Trákia égei-tengeri partszakaszát, és a területen egy, a Latin Császárságnak alárendelt hűbéres királyságot hozott létre (noha a „thesszalonikéi király” cím hivatalosan nem létezett).
Az ország határai folyamatosan változtak: a bolgárok magukhoz akarták csatolni Bizánc maradékait, kicsit később pedig az Epiruszi Despotátus támadta Bonifác utódainak királyságát. A Trákiában fellázadt III. Alexiosszal is meggyűlt Thesszaloniké urának baja, az elűzött császárt azonban gyorsan legyőzte, és utána Montferrati Bonifác megszerezhette Euboia szigetét, illetve segített néhány más keresztes lovagnak, hogy létrehozhassák az Athéni Hercegséget és az Akháj Fejedelemséget, melyek cserébe hűbéresei lettek.
Bonifác alig két évig uralkodott: 1207 elején Kaloján bolgár cár rajtaütött seregén, és megölte a vezért. A trón Bonifác fiára, a gyermek Demetriusra szállt, aki helyett kisnemesek kormányoztak. Ők azonnal fellázadtak a Latin Császárság ellen, ám Flandriai Henrik császár 1209-ben szétzúzta a lázadást, és fivére, Eustache lett Demetrius régense. Hogy előnyt kovácsoljon a helyzetből, az epiruszi I. Mihály, Bonifác korábbi szövetségese 1210-ben lerohanta az országot, és a bolgárok is hasonlóképpen tettek. Henrik császár végül mindkettejüket leverte.
1215-től, Mihály halála után öccse, I. Theodor, az új epiruszi deszposztész folytatta Thesszaloniké támadását, és fokozatosan megszerezte annak majdnem egész területét a főváros kivételével. A Latin Császárság a nikaiai fenyegetés miatt képtelen volt vazallusának segítséget nyújtani. 1224-ben, épp mire Demetrius elég idős lett, hogy egymaga kormányozzon, Theodor bevette Thesszaloniké városát. A királyi rangot azonban 1316-ig névlegesen viselték Demetrius utódai, többek között II. Frigyes német-római császár is (1230-1239 között). 1284-ig a Montferrat-család kezében maradt a cím, ám 1266-tól a burgundi hercegek is jogosultnak érezték magukat használatára. 1313-1316 között Burgundi Lajos herceg viselte utolsónak a thesszalonikéi királyi rangot.

## Thesszaloniké királyai

### Thesszaloniké valódi királyai
- Montferrati Bonifác (1204-1207)
- Montferrati Demetrius (1207-1224)
  -  ? régens (1207-1209)
  - Flandriai Eustache (régens, 1209-1216)
  -  ? régens (1216-1224)

### Névleges uralkodók
- Montferrati Demetrius (1224-1230)
- II. Frigyes német-római császár (1230-1239)
- II. Bonifác montferrati őrgróf (1239-1253)
- VII. Vilmos montferrati őrgróf (1253-1284)
- IV. Hugó burgundi herceg (1266-1273; trónkövetelő)
- II. Róbert burgundi herceg (1273-1305; trónkövetelő 1284-ig)
- V. Hugó burgundi herceg (1305-1313)
- Lajos burgundi herceg (1313-1316)